# Allen Holubar
Allen Joseph Holubar (3 de agosto de 1888 — 20 de novembro de 1923) foi um cineasta e ator norte-americano.

## Filmografia selecionada
- Into the North (1913)
- Courtmartialed (1915)
- The White Terror (1915)
- 20,000 Leagues Under the Sea (1916)
- The Field of Honor (1917)
- The Reed Case (1917)
- Heart Strings (1917)
- Treason (1917)
- The Talk of the Town (1918)
- The Heart of Humanity (1918–19)
- Broken Chains (1922)

Holubar escreveu ou contribuiu para o roteiro dos seguintes filmes:
- Sirens of the Sea (1917)
- The Reed Case (1917)
- The Heart of Humanity (1918)
- The Mortgaged Wife (1918)
- The Talk of the Town (1918)
- Paid in Advance (1919)
- The Right to Happiness (1919)
- Once to Every Woman (1920)
- Man, Woman & Marriage (1921)
- Hurricane's Gal (1922)

Holubar dirigiu os seguintes filmes:
- Fear Not (1917)
- Sirens of the Sea (1917)
- The Field of Honor (1917)
- The Reed Case (1917)
- Treason (1917)
- A Soul for Sale (1918)
- The Heart of Humanity (1918)
- The Mortgaged Wife (1918)
- The Talk of the Town (1918)
- Paid in Advance (1919)
- The Right to Happiness (1919)
- Once to Every Woman (1920)
- Man-Woman-Marriage (1921)
- Broken Chains (1922)
- Hurricane's Gal (1922)
- Slander the Woman (1923)